# Тур ATP 2024
Тур ATP 2024 — всесвітній елітний професійний цикл тенісних турнірів, організований Асоціацією тенісистів-професіоналів як частина тенісного сезону 2024 року. Календар включає турніри Великого шолома (проводяться Міжнародною федерацією тенісу (ITF)), Фінал ATP, турніри серії Мастерс, турніри категорій 500 і 250. Також до Туру входять Кубок Девіса (організований ITF) та Фінал ATP. Крім того, до офіційного переліку турнірів належать Олімпійські ігри, Кубок Лейвера та Фінал Наступного Покоління ATP, за які очки учасникам не нараховуються.

## Розклад
Нижче наведено повний розклад турнірів на 2024 рік, включаючи перелік тенісистів, які дійшли на турнірах щонайменше до чвертьфіналу.
| Турніри Великого шлему      |
| Теніс на Олімпійських іграх |
| Фінал ATP                   |
| Тур ATP Мастерс             |
| Тур ATP 500                 |
| Тур ATP 250                 |
| Командні змагання           |

### Січень
| Тиждень           | Турнір | Чемпіони | Фіналісти | Півфіналісти                     | Чвертьфіналісти                                                         |
| ----------------- | --- | --- | --- | -------------------------------- | ----------------------------------------------------------------------- |
| 1 січня           | United Cup Перт/Сідней, Австралія United Cup Тверде – A$15,000,000 – 18 teams | Німеччина 2–1 | Польща | Франція Австралія                | КНР Норвегія Сербія Греція                                              |
| 1 січня           | Hong Kong Open Гонконг, КНР ATP 250 Тверде – $739,945 – 28S/16Q/16D Одиночний розряд – Парний розряд | Андрій Рубльов 6–4, 6–4 | Еміль Русувуорі | Shang Juncheng Себастьян Офнер   | Артюр Фіс Френсіс Тіафо Роберто Баутіста Аґут Павло Котов               |
| 1 січня           | Hong Kong Open Гонконг, КНР ATP 250 Тверде – $739,945 – 28S/16Q/16D Одиночний розряд – Парний розряд | Марсело Аревало Мате Павич 7–6(7–3), 6–4 | Сандер Жіє Йоран Вліґен | Shang Juncheng Себастьян Офнер   | Артюр Фіс Френсіс Тіафо Роберто Баутіста Аґут Павло Котов               |
| 1 січня           | Brisbane International Брисбен, Австралія ATP 250 Тверде – $739,945 – 32S/24Q/24D Одиночний розряд – Парний розряд | Григор Димитров 7–6(7–5), 6–4 | Гольґер Руне | Роман Сафіуллін Джордан Томпсон  | Джеймс Дакворт Маттео Арналді Рафаель Надаль Рінкі Хіджіката            |
| 1 січня           | Brisbane International Брисбен, Австралія ATP 250 Тверде – $739,945 – 32S/24Q/24D Одиночний розряд – Парний розряд | Ллойд Ґласспул Жан-Жульєн Роєр 7–6(7–3), 5–7, [12–10] | Кевін Кравіц Тім Пюц | Роман Сафіуллін Джордан Томпсон  | Джеймс Дакворт Маттео Арналді Рафаель Надаль Рінкі Хіджіката            |
| 8 січня           | Adelaide International Аделаїда, Австралія ATP 250 Тверде – $739,945 – 28S/16Q/24D Одиночний розряд – Парний розряд | Їржі Легечка 4–6, 6–4, 6–3 | Джек Драпер | Олександр Бублик Себастьян Корда | Томмі Пол Лоренцо Музетті Крістофер О'Коннелл Ніколас Джаррі            |
| 8 січня           | Adelaide International Аделаїда, Австралія ATP 250 Тверде – $739,945 – 28S/16Q/24D Одиночний розряд – Парний розряд | Ражів Рам Джо Солсбері 7–5, 5–7, [11–9] | Роган Бопанна Меттью Ебден | Олександр Бублик Себастьян Корда | Томмі Пол Лоренцо Музетті Крістофер О'Коннелл Ніколас Джаррі            |
| 8 січня           | Auckland Open Окленд, Нова Зеландія ATP 250 Тверде – $739,945 – 28S/16Q/16D Одиночний розряд – Парний розряд | Алехандро Табіло 6–2, 7–5 | Таро Даніель | Бен Шелтон Артюр Фіс             | Роберто Карбальєс Баена Александр Мюллер Даніель Альтмаєр Кемерон Норрі |
| 8 січня           | Auckland Open Окленд, Нова Зеландія ATP 250 Тверде – $739,945 – 28S/16Q/16D Одиночний розряд – Парний розряд | Веслі Колгоф Нікола Мектич 6–3, 6–7(5–7), [10–7] | Марсель Гранольєрс Орасіо Себальйос | Бен Шелтон Артюр Фіс             | Роберто Карбальєс Баена Александр Мюллер Даніель Альтмаєр Кемерон Норрі |
| 15 січня 22 січня | Australian Open Мельбурн, Австралія Grand Slam Тверде – A$39,264,000 128S/128Q/64D/32X Одиночний розряд – Парний розряд – Мікст | Яннік Сіннер 3–6, 3–6, 6–4, 6–4, 6–3 | Данило Медведєв | Новак Джокович Александр Зверєв  | Тейлор Фріц Андрій Рубльов Губерт Гуркач Карлос Алькарас                |
| 15 січня 22 січня | Australian Open Мельбурн, Австралія Grand Slam Тверде – A$39,264,000 128S/128Q/64D/32X Одиночний розряд – Парний розряд – Мікст | Роган Бопанна Меттью Ебден 7–6(7–0), 7–5 | Сімоне Болеллі Андреа Вавассорі | Новак Джокович Александр Зверєв  | Тейлор Фріц Андрій Рубльов Губерт Гуркач Карлос Алькарас                |
| 15 січня 22 січня | Australian Open Мельбурн, Австралія Grand Slam Тверде – A$39,264,000 128S/128Q/64D/32X Одиночний розряд – Парний розряд – Мікст | Сє Шувей Ян Зелінський 6–7(5–7), 6–4, [11–9] | Дезіре Кравчик Ніл Скупскі | Новак Джокович Александр Зверєв  | Тейлор Фріц Андрій Рубльов Губерт Гуркач Карлос Алькарас                |
| 29 січня          | Кубок Девіса, кваліфікація Монреаль, Канада – hard (i) Кралєво, Сербія – clay (i) Вараждин, Хорватія – hard (i) Татабанья, Угорщина – hard (i) Гронінген, Нідерланди – hard (i) Тржинець, Чехія – hard (i) Вільнюс, Литва – hard (i) Турку, Фінляндія – hard (i) Тайбей, Тайвань – hard (i) Росаріо, Аргентина – clay Гельсінгборг, Швеція – hard (i) Сантьяго, Чилі – hard | Перемогли · Канада 3–1 · Словаччина 4–0 · Бельгія 3–1 · Німеччина 3–2 · Нідерланди 3–2 · Чехія 4–0 · США 4–0 · Фінляндія 3–1 · Франція 4–0 · Аргентина 3–2 · Бразилія 3–1 · Чилі 3–2 · | Програли · Південна Корея · Сербія · Хорватія · Угорщина · Швейцарія · Ізраїль · Україна · Португалія · Китайський Тайбей · Казахстан · Швеція · Перу · |                                  |                                                                         |
| 29 січня          | Open Sud de France Монпельє, Франція ATP 250 Тверде (i) – €579,320 – 28S/16Q/16D Одиночний розряд – Парний розряд | Олександр Бублик 5–7, 6–2, 6–3 | Борна Чорич | Гольґер Руне Фелікс Оже-Аліассім | Майкл Ммо Флавіо Коболлі Гарольд Майо Alexander Shevchenko              |
| 29 січня          | Open Sud de France Монпельє, Франція ATP 250 Тверде (i) – €579,320 – 28S/16Q/16D Одиночний розряд – Парний розряд | Садіо Думбія Фаб'єн Ребуль 6–7(5–7), 6–4, [10–6] | Альбано Оліветті Зам Вайсборн | Гольґер Руне Фелікс Оже-Аліассім | Майкл Ммо Флавіо Коболлі Гарольд Майо Alexander Shevchenko              |

### Лютий
| Тиждень   | Турнір | Чемпіони                                           | Фіналісти                              | Півфіналісти                      | Чвертьфіналісти                                                       |
| --------- | --- | -------------------------------------------------- | -------------------------------------- | --------------------------------- | --------------------------------------------------------------------- |
| 5 лютого  | Dallas Open Даллас, США ATP 250 Тверде (i) – $ – 28S/16Q/16D Одиночний розряд – Парний розряд                        | Томмі Пол 7–6(7–3), 5–7, 6–3                       | Маркос Гірон                           | Адріан Маннаріно Бен Шелтон       | Френсіс Тіафо Джеймс Дакворт Джордан Томпсон Домінік Кепфер           |
| 5 лютого  | Dallas Open Даллас, США ATP 250 Тверде (i) – $ – 28S/16Q/16D Одиночний розряд – Парний розряд                        | Макс Перселл Джордан Томпсон 6–4, 2–6, [10–8]      | Вільям Блумберґ Рінкі Хіджіката        | Адріан Маннаріно Бен Шелтон       | Френсіс Тіафо Джеймс Дакворт Джордан Томпсон Домінік Кепфер           |
| 5 лютого  | Open 13 Марсель, Франція ATP 250 Тверде (i) – € – 28S/16Q/16D Одиночний розряд – Парний розряд                       | Уго Юмбер 6–4, 6–3                                 | Григор Димитров                        | Губерт Гуркач Карен Хачанов       | Томаш Махач Алехандро Давидович Фокіна Чжан Чжичжень Артур Рендеркнек |
| 5 лютого  | Open 13 Марсель, Франція ATP 250 Тверде (i) – € – 28S/16Q/16D Одиночний розряд – Парний розряд                       | Томаш Махач Чжан Чжичжень 6–3, 6–4                 | Патрік Ніклас-Салмінен Еміль Русувуорі | Губерт Гуркач Карен Хачанов       | Томаш Махач Алехандро Давидович Фокіна Чжан Чжичжень Артур Рендеркнек |
| 5 лютого  | Córdoba Open Кордова, Аргентина ATP 250 Ґрунт (red) – $ – 28S/16Q/16D Одиночний розряд – Парний розряд               | Лук'яно Дардері 6–1, 6–4                           | Факундо Баньїс                         | Федеріко Корія Себастьян Баес     | Хауме Мунар Томас Мартін Етчеверрі Яннік Ганфманн Facundo Díaz Acosta |
| 5 лютого  | Córdoba Open Кордова, Аргентина ATP 250 Ґрунт (red) – $ – 28S/16Q/16D Одиночний розряд – Парний розряд               | Максімо Гонсалес Андрес Мольтені 6–4, 6–1          | Садіо Думбія Фаб'єн Ребуль             | Федеріко Корія Себастьян Баес     | Хауме Мунар Томас Мартін Етчеверрі Яннік Ганфманн Facundo Díaz Acosta |
| 12 лютого | Rotterdam Open Роттердам, Нідерланди ATP 500 Тверде (i) – €2,290,720 – 32S/16Q/16D Одиночний розряд – Парний розряд  | Яннік Сіннер 7–5, 6–4                              | Алекс де Мінор                         | Таллон Ґрікспор Григор Димитров   | Милош Раонич Еміль Русувуорі Олександр Шевченко Андрій Рубльов        |
| 12 лютого | Rotterdam Open Роттердам, Нідерланди ATP 500 Тверде (i) – €2,290,720 – 32S/16Q/16D Одиночний розряд – Парний розряд  | Веслі Колгоф Нікола Мектич 6–3, 7–5                | Робін Гаасе Ботік ван де Зандсгулп     | Таллон Ґрікспор Григор Димитров   | Милош Раонич Еміль Русувуорі Олександр Шевченко Андрій Рубльов        |
| 12 лютого | Delray Beach Open Дельрей-Біч, США ATP 250 Тверде – $742,350 – 28S/16Q/16D Одиночний розряд – Парний розряд          | Тейлор Фріц 6–2, 6–3                               | Томмі Пол                              | Маркос Гірон Френсіс Тіафо        | Рінкі Хіджіката Patrick Kypson Джордан Томпсон Флавіо Коболлі         |
| 12 лютого | Delray Beach Open Дельрей-Біч, США ATP 250 Тверде – $742,350 – 28S/16Q/16D Одиночний розряд – Парний розряд          | Джуліан Кеш Robert Galloway 5–7, 7–5, [10–2]       | Сантьяго Гонсалес Ніл Скупскі          | Маркос Гірон Френсіс Тіафо        | Рінкі Хіджіката Patrick Kypson Джордан Томпсон Флавіо Коболлі         |
| 12 лютого | Argentina Open Буенос-Айрес, Аргентина ATP 250 Ґрунт (red) – $728,185 – 28S/16Q/16D Одиночний розряд – Парний розряд | Факундо Діас Акоста 6–3, 6–4                       | Ніколас Джаррі                         | Карлос Алькарас Федеріко Корія    | Андреа Вавассорі Томас Мартін Етчеверрі Душан Лайович Себастьян Баес  |
| 12 лютого | Argentina Open Буенос-Айрес, Аргентина ATP 250 Ґрунт (red) – $728,185 – 28S/16Q/16D Одиночний розряд – Парний розряд | Сімоне Болеллі Андреа Вавассорі 6–2, 7–6(8–6)      | Орасіо Себальйос Марсель Гранольєрс    | Карлос Алькарас Федеріко Корія    | Андреа Вавассорі Томас Мартін Етчеверрі Душан Лайович Себастьян Баес  |
| 19 лютого | Rio Open Ріо-де-Жанейро, Бразилія ATP 500 Ґрунт (red) – $2,271,715 – 32S/16Q/16D Одиночний розряд – Парний розряд    | Себастьян Баес 6–2, 6–1                            | Mariano Navone                         | Франсіско Черундоло Кемерон Норрі | Тьяго Монтейро Душан Лайович Жуан Фонсека Тьягу Сейбот Вілд           |
| 19 лютого | Rio Open Ріо-де-Жанейро, Бразилія ATP 500 Ґрунт (red) – $2,271,715 – 32S/16Q/16D Одиночний розряд – Парний розряд    | Ніколас Баррієнтос Рафаель Матос 6–4, 6–3          | Александер Ерлер Лукас Мідлер          | Франсіско Черундоло Кемерон Норрі | Тьяго Монтейро Душан Лайович Жуан Фонсека Тьягу Сейбот Вілд           |
| 19 лютого | Qatar Open Доха, Катар ATP 250 Тверде – $1,493,465 – 28S/16Q/16D Одиночний розряд – Парний розряд                    | Карен Хачанов 7–6(14–12), 6–4                      | Якуб Меншик                            | Гаель Монфіс Олексій Попирин      | Андрій Рубльов Уго Юмбер Олександр Бублик Еміль Русувуорі             |
| 19 лютого | Qatar Open Доха, Катар ATP 250 Тверде – $1,493,465 – 28S/16Q/16D Одиночний розряд – Парний розряд                    | Джеймі Маррей Майкл Вінус 7–6(7–0), 2–6, [10–8]    | Лоренцо Музетті Лоренцо Сонего         | Гаель Монфіс Олексій Попирин      | Андрій Рубльов Уго Юмбер Олександр Бублик Еміль Русувуорі             |
| 19 лютого | Los Cabos Open Los Cabos, Мексика ATP 250 Тверде – $1,005,620 – 28S/16Q/16D Одиночний розряд – Парний розряд         | Джордан Томпсон 6–3, 7–6(7–4)                      | Каспер Рууд                            | Александр Зверєв Стефанос Ціціпас | Танасі Коккінакіс Алекс Мікелсен Nuno Borges Александар Ковачевич     |
| 19 лютого | Los Cabos Open Los Cabos, Мексика ATP 250 Тверде – $1,005,620 – 28S/16Q/16D Одиночний розряд – Парний розряд         | Макс Перселл Джордан Томпсон 7–5, 7–6(7–2)         | Ґонсало Ескобар Олександр Недовєсов    | Александр Зверєв Стефанос Ціціпас | Танасі Коккінакіс Алекс Мікелсен Nuno Borges Александар Ковачевич     |
| 26 лютого | Dubai Tennis Championships Дубай, ОАЕ ATP 500 Тверде – $3,113,270 – 32S/16Q/16D Одиночний розряд – Парний розряд     | Уго Юмбер 6–4, 6–3                                 | Олександр Бублик                       | Данило Медведєв Андрій Рубльов    | Алехандро Давидович Фокіна Губерт Гуркач Їржі Легечка Себастьян Корда |
| 26 лютого | Dubai Tennis Championships Дубай, ОАЕ ATP 500 Тверде – $3,113,270 – 32S/16Q/16D Одиночний розряд – Парний розряд     | Таллон Ґрікспор Ян-Леннард Штруфф 6–4, 4–6, [10–6] | Іван Додіг Остін Крайчек               | Данило Медведєв Андрій Рубльов    | Алехандро Давидович Фокіна Губерт Гуркач Їржі Легечка Себастьян Корда |
| 26 лютого | Mexican Open Акапулько, Мексика ATP 500 Тверде – $2,377,565 – 32S/16Q/16D Одиночний розряд – Парний розряд           | Алекс де Мінор 6–4, 6–4                            | Каспер Рууд                            | Джек Драпер Гольгер Руне          | Міомір Кецмановіч Стефанос Ціціпас Бен Шелтон Домінік Кепфер          |
| 26 лютого | Mexican Open Акапулько, Мексика ATP 500 Тверде – $2,377,565 – 32S/16Q/16D Одиночний розряд – Парний розряд           | Юго Нис Ян Зелінський 6–3, 6–2                     | Сантьяго Гонсалес Ніл Скупскі          | Джек Драпер Гольгер Руне          | Міомір Кецмановіч Стефанос Ціціпас Бен Шелтон Домінік Кепфер          |
| 26 лютого | Chile Open Сантьяго, Чилі ATP 250 Ґрунт (red) – $742,350 – 28S/16Q/16D Одиночний розряд – Парний розряд              | Себастьян Баес 3–6, 6–0, 6–4                       | Алехандро Табіло                       | Корентен Муте Педро Мартінес      | Ніколас Джаррі Лук'яно Дардері Артюр Фіс Хауме Мунар                  |
| 26 лютого | Chile Open Сантьяго, Чилі ATP 250 Ґрунт (red) – $742,350 – 28S/16Q/16D Одиночний розряд – Парний розряд              | Томас Барріос Вера Алехандро Табіло 6–2, 6–4       | Орландо Луц Matías Soto                | Корентен Муте Педро Мартінес      | Ніколас Джаррі Лук'яно Дардері Артюр Фіс Хауме Мунар                  |

### Березень
| Тиждень               | Турнір | Чемпіони                                         | Фіналісти                           | Півфіналісти                     | Чвертьфіналісти                                            |
| --------------------- | --- | ------------------------------------------------ | ----------------------------------- | -------------------------------- | ---------------------------------------------------------- |
| 6 березня 13 березня  | Indian Wells Open Індіан-Веллс, США ATP Masters 1000 Тверде – $9,495,555 – 96S/48Q/32D Одиночний розряд – Парний розряд – Мікст | Карлос Алькарас 7–6(7–5), 6–1                    | Данило Медведєв                     | Томмі Пол Яннік Сіннер           | Каспер Рууд Гольгер Руне Їржі Легечка Александр Зверєв     |
| 6 березня 13 березня  | Indian Wells Open Індіан-Веллс, США ATP Masters 1000 Тверде – $9,495,555 – 96S/48Q/32D Одиночний розряд – Парний розряд – Мікст | Веслі Колгоф Нікола Мектич 7–6(7–2), 7–6(7–4)    | Марсель Гранольєрс Орасіо Себальйос | Томмі Пол Яннік Сіннер           | Каспер Рууд Гольгер Руне Їржі Легечка Александр Зверєв     |
| 6 березня 13 березня  | Indian Wells Open Індіан-Веллс, США ATP Masters 1000 Тверде – $9,495,555 – 96S/48Q/32D Одиночний розряд – Парний розряд – Мікст | Сторм Гантер Меттью Ебден 6–3, 6–3               | Каролін Гарсія Едуар Роже-Васслен   | Томмі Пол Яннік Сіннер           | Каспер Рууд Гольгер Руне Їржі Легечка Александр Зверєв     |
| 18 березня 25 березня | Miami Open Маямі-Гарденс, США ATP Masters 1000 Тверде – $8,995,555 – 96S/48Q/32D Одиночний розряд – Парний розряд               | Яннік Сіннер 6–3, 6–1                            | Григор Димитров                     | Александр Зверєв Данило Медведєв | Карлос Алькарас Fábián Marozsán Ніколас Джаррі Томаш Махач |
| 18 березня 25 березня | Miami Open Маямі-Гарденс, США ATP Masters 1000 Тверде – $8,995,555 – 96S/48Q/32D Одиночний розряд – Парний розряд               | Роган Бопанна Меттью Ебден 6–7(3–7), 6–3, [10–6] | Іван Додіг Остін Крайчек            | Александр Зверєв Данило Медведєв | Карлос Алькарас Fábián Marozsán Ніколас Джаррі Томаш Махач |

### Квітень
| Тиждень             | Турнір | Чемпіони                                          | Фіналісти                     | Півфіналісти                           | Чвертьфіналісти                                                        |
| ------------------- | --- | ------------------------------------------------- | ----------------------------- | -------------------------------------- | ---------------------------------------------------------------------- |
| 1 квітня            | U.S. Men's Clay Court Championships Х'юстон, США ATP 250 Ґрунт (maroon) – $742,350 – 28S/16Q/16D Одиночний розряд – Парний розряд                | Бен Шелтон 7–5, 4–6, 6–3                          | Френсіс Тіафо                 | Томас Мартін Етчеверрі Лук'яно Дардері | Брендон Накашіма Майкл Ммо Джордан Томпсон Маркос Гірон                |
| 1 квітня            | U.S. Men's Clay Court Championships Х'юстон, США ATP 250 Ґрунт (maroon) – $742,350 – 28S/16Q/16D Одиночний розряд – Парний розряд                | Макс Перселл Джордан Томпсон 7–5, 6–1             | Вільям Блумберґ Джон Пірс     | Томас Мартін Етчеверрі Лук'яно Дардері | Брендон Накашіма Майкл Ммо Джордан Томпсон Маркос Гірон                |
| 1 квітня            | Estoril Open Кашкайш, Португалія ATP 250 Ґрунт (red) – €651,865 – 28S/16Q/16D Одиночний розряд – Парний розряд                                   | Губерт Гуркач 6–3, 6–4                            | Педро Мартінес                | Каспер Рууд Крістіан Гарін             | Мартон Фучович Рішар Гаске Nuno Borges Pablo Llamas Ruiz               |
| 1 квітня            | Estoril Open Кашкайш, Португалія ATP 250 Ґрунт (red) – €651,865 – 28S/16Q/16D Одиночний розряд – Парний розряд                                   | Ґонсало Ескобар Олександр Недовєсов 7–5, 6–2      | Садіо Думбія Фаб'єн Ребуль    | Каспер Рууд Крістіан Гарін             | Мартон Фучович Рішар Гаске Nuno Borges Pablo Llamas Ruiz               |
| 1 квітня            | Grand Prix Hassan II Марракеш, Марокко ATP 250 Ґрунт (red) – €651,865 – 28S/16Q/16D Одиночний розряд – Парний розряд                             | Маттео Берреттіні 7–5, 6–2                        | Роберто Карбальєс Баена       | Павло Котов Mariano Navone             | Фабіо Фоніні Nicolas Moreno de Alboran Лоренцо Сонего Александар Вукич |
| 1 квітня            | Grand Prix Hassan II Марракеш, Марокко ATP 250 Ґрунт (red) – €651,865 – 28S/16Q/16D Одиночний розряд – Парний розряд                             | Гаррі Геліоваара Генрі Паттен 3–6, 6–4, [10–4]    | Александер Ерлер Лукас Мідлер | Павло Котов Mariano Navone             | Фабіо Фоніні Nicolas Moreno de Alboran Лоренцо Сонего Александар Вукич |
| 8 квітня            | Мастерс Монте-Карло Рокбрюн-Кап-Мартен, Франція ATP Masters 1000 Ґрунт (red) – €5,950,575 – 56S/28Q/32D Одиночний розряд – Парний розряд         | Стефанос Ціціпас 6–1, 6–4                         | Каспер Рууд                   | Новак Джокович Яннік Сіннер            | Алекс де Мінор Уго Юмбер Карен Хачанов Гольгер Руне                    |
| 8 квітня            | Мастерс Монте-Карло Рокбрюн-Кап-Мартен, Франція ATP Masters 1000 Ґрунт (red) – €5,950,575 – 56S/28Q/32D Одиночний розряд – Парний розряд         | Сандер Жіє Йоран Вліґен 5–7, 6–3, [10–5]          | Марсело Мело Александр Зверєв | Новак Джокович Яннік Сіннер            | Алекс де Мінор Уго Юмбер Карен Хачанов Гольгер Руне                    |
| 15 квітня           | Barcelona Open Барселона, Іспанія ATP 500 Ґрунт (red) – €2,938,695 – 48S/24Q/16D Одиночний розряд – Парний розряд                                | Каспер Рууд 7–5, 6–3                              | Стефанос Ціціпас              | Душан Лайович Томас Мартін Етчеверрі   | Факундо Діас Акоста Артюр Фіс Маттео Арналді Кемерон Норрі             |
| 15 квітня           | Barcelona Open Барселона, Іспанія ATP 500 Ґрунт (red) – €2,938,695 – 48S/24Q/16D Одиночний розряд – Парний розряд                                | Максімо Гонсалес Андрес Мольтені 4–6, 6–4, [11–9] | Юго Нис Ян Зелінський         | Душан Лайович Томас Мартін Етчеверрі   | Факундо Діас Акоста Артюр Фіс Маттео Арналді Кемерон Норрі             |
| 15 квітня           | Romanian Open Бухарест, Румунія ATP 250 Ґрунт (red) – €651,865 – 28S/16Q/16D Одиночний розряд – Парний розряд                                    | Мартон Фучович 6–4, 7–5                           | Mariano Navone                | Грегуар Баррер Алехандро Табіло        | Франсіско Черундоло Педро Мартінес Жуан Фонсека Корентен Муте          |
| 15 квітня           | Romanian Open Бухарест, Румунія ATP 250 Ґрунт (red) – €651,865 – 28S/16Q/16D Одиночний розряд – Парний розряд                                    | Садіо Думбія Фаб'єн Ребуль 6–3, 7–5               | Гаррі Геліоваара Генрі Паттен | Грегуар Баррер Алехандро Табіло        | Франсіско Черундоло Педро Мартінес Жуан Фонсека Корентен Муте          |
| 15 квітня           | Bavarian International Tennis Championships Мюнхен, Німеччина ATP Tour 250 Ґрунт (red) – €651,865 – 28S/16Q/16D Одиночний розряд – Парний розряд | Ян-Леннард Штруфф 7–5, 6–3                        | Тейлор Фріц                   | Крістіан Гарін Гольгер Руне            | Александр Зверєв Джек Драпер Фелікс Оже-Аліассім Марк-Андреа Гюслер    |
| 15 квітня           | Bavarian International Tennis Championships Мюнхен, Німеччина ATP Tour 250 Ґрунт (red) – €651,865 – 28S/16Q/16D Одиночний розряд – Парний розряд | Юкі Бгамбрі Альбано Оліветті 7–6(8–6), 7–6(7–5)   | Андреас Міс Ян-Леннард Штруфф | Крістіан Гарін Гольгер Руне            | Александр Зверєв Джек Драпер Фелікс Оже-Аліассім Марк-Андреа Гюслер    |
| 22 квітня 29 квітня | Madrid Open Мадрид, Іспанія ATP Tour Masters 1000 Ґрунт (red) – €9,017,445 – 96S/48Q/32D Одиночний розряд – Парний розряд                        | Андрій Рубльов 4–6, 7–5, 7–5                      | Фелікс Оже-Аліассім           | Їржі Легечка Тейлор Фріц               | Яннік Сіннер Данило Медведєв Франсіско Черундоло Карлос Алькарас       |
| 22 квітня 29 квітня | Madrid Open Мадрид, Іспанія ATP Tour Masters 1000 Ґрунт (red) – €9,017,445 – 96S/48Q/32D Одиночний розряд – Парний розряд                        | Себастьян Корда Джордан Томпсон 6–3, 7–6(9–7)     | Аріель Беар Адам Павласек     | Їржі Легечка Тейлор Фріц               | Яннік Сіннер Данило Медведєв Франсіско Черундоло Карлос Алькарас       |

### Травень
| Тиждень            | Турнір | Чемпіони                                            | Фіналісти                       | Півфіналісти                     | Чвертьфіналісти                                                  |
| ------------------ | --- | --------------------------------------------------- | ------------------------------- | -------------------------------- | ---------------------------------------------------------------- |
| 6 травня 13 травня | Italian Open Рим, Італія ATP Masters 1000 Ґрунт (red) – €8,862,111 – 96S/48Q/32D Одиночний розряд – Парний розряд                               | Александр Зверєв 6–4, 7–5                           | Ніколас Джаррі                  | Алехандро Табіло Томмі Пол       | Чжан Чжичжень Тейлор Фріц Стефанос Ціціпас Губерт Гуркач         |
| 6 травня 13 травня | Italian Open Рим, Італія ATP Masters 1000 Ґрунт (red) – €8,862,111 – 96S/48Q/32D Одиночний розряд – Парний розряд                               | Марсель Гранольєрс Орасіо Себальйос 6–2, 6–2        | Марсело Аревало Мате Павич      | Алехандро Табіло Томмі Пол       | Чжан Чжичжень Тейлор Фріц Стефанос Ціціпас Губерт Гуркач         |
| 20 травня          | Geneva Open Женева, Швейцарія ATP 250 Ґрунт (red) – €651,865 – 28S/16Q/16D Одиночний розряд – Парний розряд                                     | Каспер Рууд 7–5, 6–3                                | Томаш Махач                     | Новак Джокович Флавіо Коболлі    | Таллон Ґрікспор Алекс Мікелсен Олександр Шевченко Себастьян Баес |
| 20 травня          | Geneva Open Женева, Швейцарія ATP 250 Ґрунт (red) – €651,865 – 28S/16Q/16D Одиночний розряд – Парний розряд                                     | Марсело Аревало Мате Павич 7–6(7–2), 7–5            | Ллойд Ґласспул Жан-Жульєн Роєр  | Новак Джокович Флавіо Коболлі    | Таллон Ґрікспор Алекс Мікелсен Олександр Шевченко Себастьян Баес |
| 20 травня          | Lyon Open Ліон, Франція ATP 250 Ґрунт (red) – €651,865 – 28S/16Q/16D Одиночний розряд – Парний розряд                                           | Giovanni Mpetshi Perricard 6–4, 1–6, 7–6(9–7)       | Томас Мартін Етчеверрі          | Лук'яно Дардері Олександр Бублик | Домінік Кепфер Артур Рендеркнек Юґо Ґастон Павло Котов           |
| 20 травня          | Lyon Open Ліон, Франція ATP 250 Ґрунт (red) – €651,865 – 28S/16Q/16D Одиночний розряд – Парний розряд                                           | Гаррі Геліоваара Генрі Паттен 3–6, 7–6(7–4), [10–8] | Юкі Бгамбрі Альбано Оліветті    | Лук'яно Дардері Олександр Бублик | Домінік Кепфер Артур Рендеркнек Юґо Ґастон Павло Котов           |
| 27 травня 3 червня | Відкритий чемпіонат Франції з тенісу Париж, Франція Grand Slam Ґрунт – €24,961,000 – 128S/128Q/64D/32X Одиночний розряд – Парний розряд – Мікст | Карлос Алькарас 6–3, 2–6, 5–7, 6–1, 6–2             | Александр Зверєв                | Каспер Рууд Яннік Сіннер         | Новак Джокович Алекс де Мінор Стефанос Ціціпас Григор Димитров   |
| 27 травня 3 червня | Відкритий чемпіонат Франції з тенісу Париж, Франція Grand Slam Ґрунт – €24,961,000 – 128S/128Q/64D/32X Одиночний розряд – Парний розряд – Мікст | Марсело Аревало Мате Павич 7–5, 6-3                 | Сімоне Болеллі Андреа Вавассорі | Каспер Рууд Яннік Сіннер         | Новак Джокович Алекс де Мінор Стефанос Ціціпас Григор Димитров   |
| 27 травня 3 червня | Відкритий чемпіонат Франції з тенісу Париж, Франція Grand Slam Ґрунт – €24,961,000 – 128S/128Q/64D/32X Одиночний розряд – Парний розряд – Мікст | Лаура Зігемунд Едуар Роже-Васслен 7–5, 6-3          | Дезіре Кравчик Ніл Скупскі      | Каспер Рууд Яннік Сіннер         | Новак Джокович Алекс де Мінор Стефанос Ціціпас Григор Димитров   |

### Червень
| Тиждень   | Турнір | Чемпіони                                           | Фіналісти                      | Півфіналісти                     | Чвертьфіналісти                                                  |
| --------- | --- | -------------------------------------------------- | ------------------------------ | -------------------------------- | ---------------------------------------------------------------- |
| 10 червня | Stuttgart Open Штутгарт, Німеччина ATP 250 Трава – €812,235 – 28S/16Q/16D Одиночний розряд – Парний розряд                         | Джек Драпер 3–6, 7–6(7–5), 6–4                     | Маттео Берреттіні              | Брендон Накашіма Лоренцо Музетті | Ян-Леннард Штруфф Френсіс Тіафо Олександр Бублик Джеймс Дакворт  |
| 10 червня | Stuttgart Open Штутгарт, Німеччина ATP 250 Трава – €812,235 – 28S/16Q/16D Одиночний розряд – Парний розряд                         | Рафаель Матос Марсело Мело 3–6, 6–3, [10–8]        | Джуліан Кеш Robert Galloway    | Брендон Накашіма Лоренцо Музетті | Ян-Леннард Штруфф Френсіс Тіафо Олександр Бублик Джеймс Дакворт  |
| 10 червня | Rosmalen Grass Court Championships Гертогенбос, Нідерланди ATP 250 Трава – €767,455 – 28S/16Q/16D Одиночний розряд – Парний розряд | Алекс де Мінор 6–2, 6–4                            | Себастьян Корда                | Уго Юмбер Таллон Ґрікспор        | Милош Раонич Ґейс Браувер Александар Вукич Томмі Пол             |
| 10 червня | Rosmalen Grass Court Championships Гертогенбос, Нідерланди ATP 250 Трава – €767,455 – 28S/16Q/16D Одиночний розряд – Парний розряд | Натаніел Ламмонс Джексон Вітроу 7–6(7–5), 7–6(7–3) | Веслі Колгоф Нікола Мектич     | Уго Юмбер Таллон Ґрікспор        | Милош Раонич Ґейс Браувер Александар Вукич Томмі Пол             |
| 17 червня | Halle Open Галле, Німеччина ATP 500 Трава – €2,411,390 – 32S/16Q/16D Одиночний розряд – Парний розряд                              | Яннік Сіннер 7–6(10–8), 7–6(7–2)                   | Губерт Гуркач                  | Чжан Чжичжень Александр Зверєв   | Ян-Леннард Штруфф Крістофер Юбенкс Маркос Гірон Артюр Фіс        |
| 17 червня | Halle Open Галле, Німеччина ATP 500 Трава – €2,411,390 – 32S/16Q/16D Одиночний розряд – Парний розряд                              | Сімоне Болеллі Андреа Вавассорі 7–6(7–3), 7–6(7–5) | Кевін Кравіц Тім Пюц           | Чжан Чжичжень Александр Зверєв   | Ян-Леннард Штруфф Крістофер Юбенкс Маркос Гірон Артюр Фіс        |
| 17 червня | Queen's Club Championships Лондон, Great Britain ATP 500 Трава – €2,411,390 – 32S/16Q/16D Одиночний розряд – Парний розряд         | Томмі Пол 6–1, 7–6(10–8)                           | Лоренцо Музетті                | Себастьян Корда Джордан Томпсон  | Джек Драпер Рінкі Хіджіката Тейлор Фріц Billy Harris             |
| 17 червня | Queen's Club Championships Лондон, Great Britain ATP 500 Трава – €2,411,390 – 32S/16Q/16D Одиночний розряд – Парний розряд         | Ніл Скупскі Майкл Вінус 4–6, 7–6(7–5), [10–8]      | Тейлор Фріц Карен Хачанов      | Себастьян Корда Джордан Томпсон  | Джек Драпер Рінкі Хіджіката Тейлор Фріц Billy Harris             |
| 24 червня | Mallorca Championships Santa Ponsa, Іспанія ATP 250 Трава – €1,005,340 – 28S/16Q/16D Одиночний розряд – Парний розряд              | Алехандро Табіло 6–3, 6–4                          | Себастьян Офнер                | Paul Jubb Гаель Монфіс           | Бен Шелтон Алекс Мікелсен Якуб Меншик Роберто Баутіста Аґут      |
| 24 червня | Mallorca Championships Santa Ponsa, Іспанія ATP 250 Трава – €1,005,340 – 28S/16Q/16D Одиночний розряд – Парний розряд              | Джуліан Кеш Robert Galloway 6–4, 6–4               | Дієго Ідальго Алехандро Табіло | Paul Jubb Гаель Монфіс           | Бен Шелтон Алекс Мікелсен Якуб Меншик Роберто Баутіста Аґут      |
| 24 червня | Eastbourne International Істборн, Great Britain ATP 250 Трава – €812,235 – 28S/16Q/16D Одиночний розряд – Парний розряд            | Тейлор Фріц 6–4, 6–3                               | Макс Перселл                   | Александар Вукич Billy Harris    | Shang Juncheng Йосіхіто Нісіока Міомір Кецмановіч Флавіо Коболлі |
| 24 червня | Eastbourne International Істборн, Great Britain ATP 250 Трава – €812,235 – 28S/16Q/16D Одиночний розряд – Парний розряд            | Ніл Скупскі Майкл Вінус 4–6, 7–6(7–2), [11–9]      | Меттью Ебден Джон Пірс         | Александар Вукич Billy Harris    | Shang Juncheng Йосіхіто Нісіока Міомір Кецмановіч Флавіо Коболлі |

### Липень
| Тиждень         | Турнір | Чемпіони                                                     | Фіналісти                         | Півфіналісти                                         | Чвертьфіналісти                                                           |
| --------------- | --- | ------------------------------------------------------------ | --------------------------------- | ---------------------------------------------------- | ------------------------------------------------------------------------- |
| 1 липня 8 липня | Вімблдонський турнір Лондон, Great Britain Grand Slam Трава – £ – 128S/128Q/64D/32X Одиночний розряд – Парний розряд – Мікст | Карлос Алькарас 6–2, 6–2, 7–6(7–4)                           | Новак Джокович                    | Данило Медведєв Лоренцо Музетті                      | Яннік Сіннер Томмі Пол Тейлор Фріц Алекс де Мінор                         |
| 1 липня 8 липня | Вімблдонський турнір Лондон, Great Britain Grand Slam Трава – £ – 128S/128Q/64D/32X Одиночний розряд – Парний розряд – Мікст | Гаррі Геліоваара Генрі Паттен 6–7(7–9), 7–6(10–8), 7–6(11–9) | Макс Перселл Джордан Томпсон      | Данило Медведєв Лоренцо Музетті                      | Яннік Сіннер Томмі Пол Тейлор Фріц Алекс де Мінор                         |
| 1 липня 8 липня | Вімблдонський турнір Лондон, Great Britain Grand Slam Трава – £ – 128S/128Q/64D/32X Одиночний розряд – Парний розряд – Мікст | Ян Зелінський Сє Шувей 6–7(7–9), 7–6(10–8), 7–6(11–9)        | Сантьяго Гонсалес Джуліана Ольмос | Данило Медведєв Лоренцо Музетті                      | Яннік Сіннер Томмі Пол Тейлор Фріц Алекс де Мінор                         |
| 15 липня        | Hamburg Open Гамбург, Німеччина ATP 500 Ґрунт – €2,047,730 – 32S/16Q/16D Одиночний розряд – Парний розряд                    | Артюр Фіс 6–3, 3–6, 7–6(7–1)                                 | Александр Зверєв                  | Педро Мартінес Себастьян Баес                        | Чжан Чжичжень Франсіско Черундоло Лук'яно Дардері Гольгер Руне            |
| 15 липня        | Hamburg Open Гамбург, Німеччина ATP 500 Ґрунт – €2,047,730 – 32S/16Q/16D Одиночний розряд – Парний розряд                    | Кевін Кравіц Тім Пюц 7–6(10–8), 6–2                          | Фаб'єн Ребуль Едуар Роже-Васслен  | Педро Мартінес Себастьян Баес                        | Чжан Чжичжень Франсіско Черундоло Лук'яно Дардері Гольгер Руне            |
| 15 липня        | Hall of Fame Open Ньюпорт, США ATP 250 Трава – $742,350 – 28S/16Q/16D Одиночний розряд – Парний розряд                       | Маркос Гірон 6–7(4–7), 6–3, 7–5                              | Алекс Мікелсен                    | Рейллі Опелка Крістофер Юбенкс                       | Маккензі Макдоналд Александар Ковачевич Александар Вукич Алекс Болт       |
| 15 липня        | Hall of Fame Open Ньюпорт, США ATP 250 Трава – $742,350 – 28S/16Q/16D Одиночний розряд – Парний розряд                       | Андре Ґоранссон Sem Verbeek 6–3, 6–4                         | Robert Cash James Tracy           | Рейллі Опелка Крістофер Юбенкс                       | Маккензі Макдоналд Александар Ковачевич Александар Вукич Алекс Болт       |
| 15 липня        | Swedish Open Бостад, Швеція ATP 250 Ґрунт – €651,865 – 28S/16Q/16D Одиночний розряд – Парний розряд                          | Nuno Borges 6–3, 6–2                                         | Рафаель Надаль                    | Тьяго Агустін Тіранте Duje Ajduković                 | Роберто Карбальєс Баена Timofey Skatov Mariano Navone Тьяго Монтейро      |
| 15 липня        | Swedish Open Бостад, Швеція ATP 250 Ґрунт – €651,865 – 28S/16Q/16D Одиночний розряд – Парний розряд                          | Орландо Луц Рафаель Матос 7–5, 6–4                           | Мануель Гінар Грегуар Жак         | Тьяго Агустін Тіранте Duje Ajduković                 | Роберто Карбальєс Баена Timofey Skatov Mariano Navone Тьяго Монтейро      |
| 15 липня        | Swiss Open Gstaad, Швейцарія ATP 250 Ґрунт – €651,865 – 28S/16Q/16D Одиночний розряд – Парний розряд                         | Маттео Берреттіні 6–3, 6–1                                   | Квентен Аліс                      | Стефанос Ціціпас Ян-Леннард Штруфф                   | Фабіо Фоніні Фелікс Оже-Аліассім Томас Мартін Етчеверрі Gustavo Heide     |
| 15 липня        | Swiss Open Gstaad, Швейцарія ATP 250 Ґрунт – €651,865 – 28S/16Q/16D Одиночний розряд – Парний розряд                         | Юкі Бгамбрі Альбано Оліветті 3–6, 6–3, [10–6]                | Уго Юмбер Фабріс Мартен           | Стефанос Ціціпас Ян-Леннард Штруфф                   | Фабіо Фоніні Фелікс Оже-Аліассім Томас Мартін Етчеверрі Gustavo Heide     |
| 22 липня        | Austrian Open Кіцбюель, Австрія ATP 250 Ґрунт – €651,865 – 28S/16Q/16D Одиночний розряд – Парний розряд                      | Маттео Берреттіні 7–5, 6–3                                   | Юґо Ґастон                        | Факундо Діас Акоста Яннік Ганфманн                   | Себастьян Баес Педро Мартінес Тьягу Сейбот Вілд Ніколас Морено де Алборан |
| 22 липня        | Austrian Open Кіцбюель, Австрія ATP 250 Ґрунт – €651,865 – 28S/16Q/16D Одиночний розряд – Парний розряд                      | Александер Ерлер Андреас Міс 6–3, 3–6, [10–6]                | Константін Францен Гендрік Єбенс  | Факундо Діас Акоста Яннік Ганфманн                   | Себастьян Баес Педро Мартінес Тьягу Сейбот Вілд Ніколас Морено де Алборан |
| 22 липня        | Croatia Open Умаг, Хорватія ATP 250 Ґрунт – €651,865 – 28S/16Q/16D Одиночний розряд – Парний розряд                          | Франсіско Черундоло 2–6, 6–4, 7–6(7–5)                       | Лоренцо Музетті                   | Андрій Рубльов Якуб Меншик                           | Fábián Marozsán Лоренцо Сонего Tseng Chun-hsin Душан Лайович              |
| 22 липня        | Croatia Open Умаг, Хорватія ATP 250 Ґрунт – €651,865 – 28S/16Q/16D Одиночний розряд – Парний розряд                          | Guido Andreozzi Мігель Ангел Реєс-Варела 6–4, 6–2            | Мануель Гінар Грегуар Жак         | Андрій Рубльов Якуб Меншик                           | Fábián Marozsán Лоренцо Сонего Tseng Chun-hsin Душан Лайович              |
| 22 липня        | Atlanta Open Атланта, США ATP 250 Тверде – $841,590 – 28S/16Q/16D Одиночний розряд – Парний розряд                           | Йосіхіто Нісіока 4–6, 7–6(7–2), 6–2                          | Джордан Томпсон                   | Shang Juncheng Артур Рендеркнек                      | Макс Перселл Алехандро Давидович Фокіна Френсіс Тіафо Mattia Bellucci     |
| 22 липня        | Atlanta Open Атланта, США ATP 250 Тверде – $841,590 – 28S/16Q/16D Одиночний розряд – Парний розряд                           | Натаніел Ламмонс Джексон Вітроу 4–6, 6–4, [12–10]            | Андре Ґоранссон Sem Verbeek       | Shang Juncheng Артур Рендеркнек                      | Макс Перселл Алехандро Давидович Фокіна Френсіс Тіафо Mattia Bellucci     |
| 29 липня        | Теніс на літніх Олімпійських іграх Paris, Франція Olympic Games Ґрунт – 64S/32D/16X Одиночний розряд – Парний розряд – Мікст | Золото                                                       | Срібло                            | Бронза                                               | Четверте місце                                                            |
| 29 липня        | Теніс на літніх Олімпійських іграх Paris, Франція Olympic Games Ґрунт – 64S/32D/16X Одиночний розряд – Парний розряд – Мікст | Новак Джокович 7–6(7–3), 7–6(7–2)                            | Карлос Алькарас                   | Лоренцо Музетті 6–4, 1–6, 6–3                        | Фелікс Оже-Аліассім                                                       |
| 29 липня        | Теніс на літніх Олімпійських іграх Paris, Франція Olympic Games Ґрунт – 64S/32D/16X Одиночний розряд – Парний розряд – Мікст | Меттью Ебден Джон Пірс 6–7(6–8), 7–6(7–1), [10–8]            | Остін Крайчек Ражів Рам           | Тейлор Фріц Томмі Пол 6–3, 6–4                       | Томаш Махач Адам Павласек                                                 |
| 29 липня        | Теніс на літніх Олімпійських іграх Paris, Франція Olympic Games Ґрунт – 64S/32D/16X Одиночний розряд – Парний розряд – Мікст | Катержина Сінякова Томаш Махач 6–2, 5–7, [10–8]              | Ван Сіньюй Чжан Чжичжень          | Габріела Дабровскі Фелікс Оже-Аліассім 6–3, 7–6(7–2) | Демі Схюрс Веслі Колгоф                                                   |
| 29 липня        | Washington Open Вашингтон, США ATP 500 Тверде – $2,271,715 – 48S/24Q/16D Одиночний розряд – Парний розряд                    | Себастьян Корда 4–6, 6–2, 6–0                                | Флавіо Коболлі                    | Френсіс Тіафо Бен Шелтон                             | Андрій Рубльов Джордан Томпсон Алекс Мікелсен Денис Шаповалов             |
| 29 липня        | Washington Open Вашингтон, США ATP 500 Тверде – $2,271,715 – 48S/24Q/16D Одиночний розряд – Парний розряд                    | Натаніел Ламмонс Джексон Вітроу 7–5, 6–3                     | Рафаель Матос Марсело Мело        | Френсіс Тіафо Бен Шелтон                             | Андрій Рубльов Джордан Томпсон Алекс Мікелсен Денис Шаповалов             |

### Серпень
| Тиждень             | Турнір | Чемпіони                                          | Фіналісти                         | Півфіналісти                      | Чвертьфіналісти                                                 |
| ------------------- | --- | ------------------------------------------------- | --------------------------------- | --------------------------------- | --------------------------------------------------------------- |
| 5 серпня            | Canadian Open Монреаль, Канада ATP Masters 1000 Тверде – $7,867,600 – 56S/28Q/32D Одиночний розряд – Парний розряд                          | Олексій Попирин 6–2, 6–4                          | Андрій Рубльов                    | Маттео Арналді Себастьян Корда    | Яннік Сіннер Нісікорі Кей Губерт Гуркач Александр Зверєв        |
| 5 серпня            | Canadian Open Монреаль, Канада ATP Masters 1000 Тверде – $7,867,600 – 56S/28Q/32D Одиночний розряд – Парний розряд                          | Марсель Гранольєрс Орасіо Себальйос 6–2, 7–6(7–4) | Ражів Рам Джо Солсбері            | Маттео Арналді Себастьян Корда    | Яннік Сіннер Нісікорі Кей Губерт Гуркач Александр Зверєв        |
| 12 серпня           | Cincinnati Open Мейсон, США ATP Masters 1000 Тверде – $7,909,030 – 56S/28Q/32D Одиночний розряд – Парний розряд                             | Яннік Сіннер 7–6(7–4), 6–2                        | Френсіс Тіафо                     | Александр Зверєв Гольгер Руне     | Андрій Рубльов Бен Шелтон Губерт Гуркач Jack Draper             |
| 12 серпня           | Cincinnati Open Мейсон, США ATP Masters 1000 Тверде – $7,909,030 – 56S/28Q/32D Одиночний розряд – Парний розряд                             | Марсело Аревало Мате Павич 6–2, 6–4               | Маккензі Макдоналд Алекс Мікелсен | Александр Зверєв Гольгер Руне     | Андрій Рубльов Бен Шелтон Губерт Гуркач Jack Draper             |
| 19 серпня           | Winston-Salem Open Winston-Salem, США ATP 250 Тверде – $867,750 – 48S/16Q/16D Одиночний розряд – Парний розряд                              | Лоренцо Сонего 6–0, 6–3                           | Алекс Мікелсен                    | Давід Ґоффен Пабло Карреньо Буста | Рінкі Хіджіката Павло Котов Learner Tien Крістофер Юбенкс       |
| 19 серпня           | Winston-Salem Open Winston-Salem, США ATP 250 Тверде – $867,750 – 48S/16Q/16D Одиночний розряд – Парний розряд                              | Натаніел Ламмонс Джексон Вітроу 6–4, 6–3          | Джуліан Кеш Robert Galloway       | Давід Ґоффен Пабло Карреньо Буста | Рінкі Хіджіката Павло Котов Learner Tien Крістофер Юбенкс       |
| 26 серпня 2 вересня | Відкритий чемпіонат США з тенісу Нью-Йорк, США Grand Slam Тверде – $33,977,000 – 128S/128Q/64D/32X Одиночний розряд - Парний розряд – Мікст | Яннік Сіннер 6–3, 6–4, 7–5                        | Тейлор Фріц                       | Джек Дрейпер Френсіс Тіафо        | Данило Медведєв Алекс де Мінор Александр Зверєв Григор Димитров |
| 26 серпня 2 вересня | Відкритий чемпіонат США з тенісу Нью-Йорк, США Grand Slam Тверде – $33,977,000 – 128S/128Q/64D/32X Одиночний розряд - Парний розряд – Мікст | Макс Перселл Джордан Томпсон 6–4, 7–6(7–4)        | Кевін Кравіц Тім Пюц              | Джек Дрейпер Френсіс Тіафо        | Данило Медведєв Алекс де Мінор Александр Зверєв Григор Димитров |
| 26 серпня 2 вересня | Відкритий чемпіонат США з тенісу Нью-Йорк, США Grand Slam Тверде – $33,977,000 – 128S/128Q/64D/32X Одиночний розряд - Парний розряд – Мікст | Андреа Вавассорі Сара Еррані 6–4, 7–6(7–4)        | Тейлор Таунсенд Доналд Янг        | Джек Дрейпер Френсіс Тіафо        | Данило Медведєв Алекс де Мінор Александр Зверєв Григор Димитров |

### Вересень
| Тиждень             | Турнір | Чемпіони                                                        | Фіналісти                                      | Півфіналісти                    | Чвертьфіналісти                                                         |
| ------------------- | --- | --------------------------------------------------------------- | ---------------------------------------------- | ------------------------------- | ----------------------------------------------------------------------- |
| 9 вересня           | Davis Cup Finals group stage Болонья, Італія Валенсія, Іспанія Чжухай, КНР Манчестер, Great Britain Тверде (i) – 16 teams | Італія · Іспанія · Сполучені Штати Америки · Канада             | Нідерланди · Австралія · Німеччина · Аргентина |                                 |                                                                         |
| 16 вересня          | Laver Cup Берлін, Німеччина Тверде (i) – $                                                                                | Team Europe 13–11                                               | Team World                                     |                                 |                                                                         |
| 16 вересня          | Chengdu Open Ченду, КНР ATP 250 Тверде – $1,269,245 – 28S/16Q/16D Одиночний розряд – Парний розряд                        | Shang Juncheng 7–6(7–4), 6–1                                    | Лоренцо Музетті                                | Алібек Качмазов Яннік Ганфманн  | Адріан Маннаріно Ніколас Джаррі Педро Мартінес Олександр Бублик         |
| 16 вересня          | Chengdu Open Ченду, КНР ATP 250 Тверде – $1,269,245 – 28S/16Q/16D Одиночний розряд – Парний розряд                        | Садіо Думбія Фаб'єн Ребуль 6–4, 4–6, [10–4]                     | Юкі Бгамбрі Альбано Оліветті                   | Алібек Качмазов Яннік Ганфманн  | Адріан Маннаріно Ніколас Джаррі Педро Мартінес Олександр Бублик         |
| 16 вересня          | Hangzhou Open Ханчжоу, КНР ATP 250 Тверде – $1,081,395 – 28S/16Q/16D Одиночний розряд – Парний розряд                     | Марин Чилич 7–6(7–5), 7–6(7–5)                                  | Чжан Чжичжень                                  | Брендон Накашіма Bu Yunchaokete | Ясутака Утіяма Рінкі Хіджіката Роберто Карбальєс Баена Михайло Кукушкін |
| 16 вересня          | Hangzhou Open Ханчжоу, КНР ATP 250 Тверде – $1,081,395 – 28S/16Q/16D Одиночний розряд – Парний розряд                     | Джіван Недунчежіян Віджай Сундар Прашантх 4–6, 7–6(7–5), [10–7] | Константін Францен Гендрік Єбенс               | Брендон Накашіма Bu Yunchaokete | Ясутака Утіяма Рінкі Хіджіката Роберто Карбальєс Баена Михайло Кукушкін |
| 23 вересня          | China Open Пекін, КНР ATP 500 Тверде – $3,891,650 – 32S/16Q/16D Одиночний розряд – Парний розряд                          | Карлос Алькарас 6–7(6–8), 6–4, 7–6(7–3)                         | Яннік Сіннер                                   | Bu Yunchaokete Данило Медведєв  | Їржі Легечка Андрій Рубльов Флавіо Коболлі Карен Хачанов                |
| 23 вересня          | China Open Пекін, КНР ATP 500 Тверде – $3,891,650 – 32S/16Q/16D Одиночний розряд – Парний розряд                          | Сімоне Болеллі Андреа Вавассорі 4–6, 6–3, [10–5]                | Гаррі Геліоваара Генрі Петтен                  | Bu Yunchaokete Данило Медведєв  | Їржі Легечка Андрій Рубльов Флавіо Коболлі Карен Хачанов                |
| 23 вересня          | Japan Open Токіо, Японія ATP 500 Тверде – $1,989,865 – 32S/16Q/16D Одиночний розряд – Парний розряд                       | Артюр Фіс 5–7, 7–6(8–6), 6–3                                    | Юго Енбер                                      | Гольгер Руне Томаш Махач        | Бен Шелтон Нісікорі Кей Алекс Мікелсен Джек Дрейпер                     |
| 23 вересня          | Japan Open Токіо, Японія ATP 500 Тверде – $1,989,865 – 32S/16Q/16D Одиночний розряд – Парний розряд                       | Джуліан Кеш Ллойд Ґласспул 6–4, 4–6, [12–10]                    | Аріель Беар Robert Galloway                    | Гольгер Руне Томаш Махач        | Бен Шелтон Нісікорі Кей Алекс Мікелсен Джек Дрейпер                     |
| 30 вересня 7 жовтня | Shanghai Masters Шанхай, КНР ATP Masters 1000 Тверде – $10,298,535 – 96S/48Q/32D Одиночний розряд – Парний розряд         | Яннік Сіннер 7–6(7–4), 6–3                                      | Новак Джокович                                 | Томаш Махач Тейлор Фріц         | Данило Медведєв Карлос Алькарас Якуб Меншик Давід Ґоффен                |
| 30 вересня 7 жовтня | Shanghai Masters Шанхай, КНР ATP Masters 1000 Тверде – $10,298,535 – 96S/48Q/32D Одиночний розряд – Парний розряд         | Веслі Колгоф Нікола Мектич 6–4, 6–4                             | Максімо Гонсалес Андрес Мольтені               | Томаш Махач Тейлор Фріц         | Данило Медведєв Карлос Алькарас Якуб Меншик Давід Ґоффен                |

### Жовтень
| Тиждень   | Турнір | Чемпіони                                                       | Фіналісти                           | Півфіналісти                         | Чвертьфіналісти                                                   |
| --------- | --- | -------------------------------------------------------------- | ----------------------------------- | ------------------------------------ | ----------------------------------------------------------------- |
| 14 жовтня | Almaty Open Алмати, Казахстан ATP 250 Тверде (i) – $1,117,465 – 28S/16Q/16D Одиночний розряд – Парний розряд         | Карен Хачанов 6–2, 5–7, 6–3                                    | Gabriel Diallo                      | Александар Вукич Франсіско Черундоло | Френсіс Тіафо Beibit Zhukayev Олександр Шевченко Алехандро Табіло |
| 14 жовтня | Almaty Open Алмати, Казахстан ATP 250 Тверде (i) – $1,117,465 – 28S/16Q/16D Одиночний розряд – Парний розряд         | Rithvik Choudary Bollipalli Arjun Kadhe 3–6, 7–6(7–3), [14–12] | Ніколас Баррієнтос Skander Mansouri | Александар Вукич Франсіско Черундоло | Френсіс Тіафо Beibit Zhukayev Олександр Шевченко Алехандро Табіло |
| 14 жовтня | European Open Антверпен, Бельгія ATP 250 Тверде (i) – €767,455 – 28S/16Q/16D Одиночний розряд – Парний розряд        | Роберто Баутіста Аґут 7–5, 6–1                                 | Їржі Легечка                        | Юґо Ґастон Маркос Гірон              | Алекс де Мінор Фелікс Оже-Аліассім Zizou Bergs Стефанос Ціціпас   |
| 14 жовтня | European Open Антверпен, Бельгія ATP 250 Тверде (i) – €767,455 – 28S/16Q/16D Одиночний розряд – Парний розряд        | Александер Ерлер Лукас Мідлер 6–4, 1–6, [10–8]                 | Robert Galloway Олександр Недовєсов | Юґо Ґастон Маркос Гірон              | Алекс де Мінор Фелікс Оже-Аліассім Zizou Bergs Стефанос Ціціпас   |
| 14 жовтня | Stockholm Open Стокгольм, Швеція ATP 250 Тверде (i) – €767,455 – 28S/16Q/16D Одиночний розряд – Парний розряд        | Томмі Пол 6–4, 6–3                                             | Григор Димитров                     | Стен Вавринка Таллон Ґрікспор        | Андрій Рубльов Міомір Кецмановіч Домінік Штрікер Каспер Рууд      |
| 14 жовтня | Stockholm Open Стокгольм, Швеція ATP 250 Тверде (i) – €767,455 – 28S/16Q/16D Одиночний розряд – Парний розряд        | Гаррі Геліоваара Генрі Петтен 7–5, 6–3                         | Петр Ноуза Патрік Рікль             | Стен Вавринка Таллон Ґрікспор        | Андрій Рубльов Міомір Кецмановіч Домінік Штрікер Каспер Рууд      |
| 21 жовтня | Swiss Indoors Базель, Швейцарія ATP 500 Тверде (i) – €2,414,215 – 32S/16Q/16D Одиночний розряд – Парний розряд       | Джованні Мпетші Перрікар 6–4, 7–6(7–4)                         | Бен Шелтон                          | Артюр Фіс Гольгер Руне               | Андрій Рубльов Стефанос Ціціпас Давід Ґоффен Денис Шаповалов      |
| 21 жовтня | Swiss Indoors Базель, Швейцарія ATP 500 Тверде (i) – €2,414,215 – 32S/16Q/16D Одиночний розряд – Парний розряд       | Джеймі Маррей Джон Пірс 6–3, 7–5                               | Веслі Колгоф Нікола Мектич          | Артюр Фіс Гольгер Руне               | Андрій Рубльов Стефанос Ціціпас Давід Ґоффен Денис Шаповалов      |
| 21 жовтня | Vienna Open Відень, Австрія ATP 500 Тверде (i) – €2,626,045 – 32S/16Q/16D Одиночний розряд – Парний розряд           | Джек Дрейпер 6–4, 7–5                                          | Карен Хачанов                       | Лоренцо Музетті Алекс де Мінор       | Александр Зверєв Томаш Махач Маттео Берреттіні Якуб Меншик        |
| 21 жовтня | Vienna Open Відень, Австрія ATP 500 Тверде (i) – €2,626,045 – 32S/16Q/16D Одиночний розряд – Парний розряд           | Александер Ерлер Лукас Мідлер 4–6, 6–3, [10–1]                 | Ніл Скупскі Майкл Вінус             | Лоренцо Музетті Алекс де Мінор       | Александр Зверєв Томаш Махач Маттео Берреттіні Якуб Меншик        |
| 28 жовтня | Paris Masters Paris, Франція ATP Masters 1000 Тверде (i) – €6,946,835 – 56S/28Q/24D Одиночний розряд – Парний розряд | Александр Зверєв 6–2, 6–2                                      | Юго Енбер                           | Гольгер Руне Карен Хачанов           | Алекс де Мінор Стефанос Ціціпас Григор Димитров Джордан Томпсон   |
| 28 жовтня | Paris Masters Paris, Франція ATP Masters 1000 Тверде (i) – €6,946,835 – 56S/28Q/24D Одиночний розряд – Парний розряд | Веслі Колгоф Нікола Мектич 3–6, 6–3, [10–5]                    | Ллойд Ґласспул Адам Павласек        | Гольгер Руне Карен Хачанов           | Алекс де Мінор Стефанос Ціціпас Григор Димитров Джордан Томпсон   |

### Листопад
| Тиждень      | Турнір | Чемпіони                                                 | Фіналісти                      | Півфіналісти                 | Чвертьфіналісти                                                               |
| ------------ | --- | -------------------------------------------------------- | ------------------------------ | ---------------------------- | ----------------------------------------------------------------------------- |
| 4 листопада  | Belgrade Open Белград, Сербія ATP 250 Тверде (i) – €651,865 – 28S/16Q/16D Одиночний розряд – Парний розряд | Денис Шаповалов 6–4, 6–4                                 | Хамад Меджедович               | Ласло Дьоре Їржі Легечка     | Fábián Marozsán Франсіско Черундоло Лукаш Клейн Крістофер О'Коннелл           |
| 4 листопада  | Belgrade Open Белград, Сербія ATP 250 Тверде (i) – €651,865 – 28S/16Q/16D Одиночний розряд – Парний розряд | Джеймі Маррей Джон Пірс (тенісист) 3–6, 7–6(7–5), [11–9] | Іван Додіг Skander Mansouri    | Ласло Дьоре Їржі Легечка     | Fábián Marozsán Франсіско Черундоло Лукаш Клейн Крістофер О'Коннелл           |
| 4 листопада  | Moselle Open Мец, Франція ATP 250 Тверде (i) – €651,865 – 28S/16Q/16D Одиночний розряд – Парний розряд     | Бенжамен Бонзі 7–6(8–6), 6–4                             | Кемерон Норрі                  | Корентен Муте Алекс Мікелсен | Андрій Рубльов Zizou Bergs Bu Yunchaokete Квентен Аліс                        |
| 4 листопада  | Moselle Open Мец, Франція ATP 250 Тверде (i) – €651,865 – 28S/16Q/16D Одиночний розряд – Парний розряд     | Сандер Арендс Люк Джонсон 6–4, 3–6, [10–3]               | П'єр-Юг Ербер Альбано Оліветті | Корентен Муте Алекс Мікелсен | Андрій Рубльов Zizou Bergs Bu Yunchaokete Квентен Аліс                        |
| 11 листопада | ATP Finals Турин, Італія ATP Фінали Тверде (i) – $15,250,000 – 8S/8D (RR) Одиночний розряд – Парний розряд | Яннік Сіннер 6–4, 6–4                                    | Тейлор Фріц                    | Каспер Рууд Александр Зверєв | Круговий турнір Данило Медведєв Алекс де Мінор Карлос Алькарас Андрій Рубльов |
| 11 листопада | ATP Finals Турин, Італія ATP Фінали Тверде (i) – $15,250,000 – 8S/8D (RR) Одиночний розряд – Парний розряд | Кевін Кравіц Тім Пюц 7–6(7–5), 7–6(8–6)                  | Марсело Аревало Мате Павич     | Каспер Рууд Александр Зверєв | Круговий турнір Данило Медведєв Алекс де Мінор Карлос Алькарас Андрій Рубльов |
| TBD          | Кубок Девіса TBD, TBD Тверде (i)                                                                           |                                                          |                                |                              |                                                                               |

### Грудень
| Тиждень   | Турнір | Чемпіони | Фіналісти | Півфіналісти | Чвертьфіналісти |
| --------- | --- | -------- | --------- | ------------ | --------------- |
| 16 грудня | Фінал Наступного Покоління ATP Джидда, Саудівська Аравія Next Generation ATP Фінали Тверде (i) – $ – 8S (RR) Одиночний розряд |          |           |              |                 |

## Статистика

### Нарахування очок
Пункти рейтингу нараховуються:
| Категорія                     | П                     | Ф                    | ПФ                   | ЧФ                                                                                    | R16                                                                                   | R32                                                                                   | R64                                                                                   | R128                                                                                  | Q                                                                                     | К3р                                                                                   | К2р                                                                                   | К1р                                                                                   |
| Турніри Великого шлему (128S) | 2000                  | 1300                 | 800                  | 400                                                                                   | 200                                                                                   | 100                                                                                   | 50                                                                                    | 10                                                                                    | 30                                                                                    | 16                                                                                    | 8                                                                                     | 0                                                                                     |
| Турніри Великого шлему (64D)  | 2000                  | 1200                 | 720                  | 360                                                                                   | 180                                                                                   | 90                                                                                    | 0                                                                                     | –                                                                                     | 25                                                                                    | –                                                                                     | 0                                                                                     | 0                                                                                     |
| Фінал ATP (8S/8D)             | 1500 (max) 1100 (min) | 1000 (max) 600 (min) | 600 (max) 200 (min)  | 200 for each round robin match win, +400 for a semifinal win, +500 for the final win. | 200 for each round robin match win, +400 for a semifinal win, +500 for the final win. | 200 for each round robin match win, +400 for a semifinal win, +500 for the final win. | 200 for each round robin match win, +400 for a semifinal win, +500 for the final win. | 200 for each round robin match win, +400 for a semifinal win, +500 for the final win. | 200 for each round robin match win, +400 for a semifinal win, +500 for the final win. | 200 for each round robin match win, +400 for a semifinal win, +500 for the final win. | 200 for each round robin match win, +400 for a semifinal win, +500 for the final win. | 200 for each round robin match win, +400 for a semifinal win, +500 for the final win. |
| Тур ATP Мастерс (96S)         | 1000                  | 650                  | 400                  | 200                                                                                   | 100                                                                                   | 50                                                                                    | 30                                                                                    | 10                                                                                    | 20                                                                                    | –                                                                                     | 10                                                                                    | 0                                                                                     |
| Тур ATP Мастерс (56S)         | 1000                  | 650                  | 400                  | 200                                                                                   | 100                                                                                   | 50                                                                                    | 10                                                                                    | –                                                                                     | 30                                                                                    | –                                                                                     | 16                                                                                    | 0                                                                                     |
| Тур ATP Мастерс (32D)         | 1000                  | 600                  | 360                  | 180                                                                                   | 90                                                                                    | 0                                                                                     | –                                                                                     | –                                                                                     | –                                                                                     | –                                                                                     | –                                                                                     | –                                                                                     |
| Тур ATP 500 (48S)             | 500                   | 330                  | 200                  | 100                                                                                   | 50                                                                                    | 25                                                                                    | 0                                                                                     | –                                                                                     | 16                                                                                    | –                                                                                     | 8                                                                                     | 0                                                                                     |
| Тур ATP 500 (32S)             | 500                   | 330                  | 200                  | 100                                                                                   | 50                                                                                    | 0                                                                                     | –                                                                                     | –                                                                                     | 25                                                                                    | –                                                                                     | 13                                                                                    | 0                                                                                     |
| Тур ATP 500 (16D)             | 500                   | 300                  | 180                  | 90                                                                                    | 0                                                                                     | –                                                                                     | –                                                                                     | –                                                                                     | 45                                                                                    | –                                                                                     | 25                                                                                    | 0                                                                                     |
| Тур ATP 250 (48S)             | 250                   | 165                  | 100                  | 50                                                                                    | 25                                                                                    | 13                                                                                    | 0                                                                                     | –                                                                                     | 8                                                                                     | –                                                                                     | 4                                                                                     | 0                                                                                     |
| Тур ATP 250 (32S/28S)         | 250                   | 165                  | 100                  | 50                                                                                    | 25                                                                                    | 0                                                                                     | –                                                                                     | –                                                                                     | 13                                                                                    | –                                                                                     | 7                                                                                     | 0                                                                                     |
| Тур ATP 250 (16D)             | 250                   | 150                  | 90                   | 45                                                                                    | 0                                                                                     | –                                                                                     | –                                                                                     | –                                                                                     | –                                                                                     | –                                                                                     | –                                                                                     | –                                                                                     |
| United Cup                    | 500 (max)             | Див. United Cup 2024 | Див. United Cup 2024 | Див. United Cup 2024                                                                  | Див. United Cup 2024                                                                  | Див. United Cup 2024                                                                  | Див. United Cup 2024                                                                  | Див. United Cup 2024                                                                  | Див. United Cup 2024                                                                  | Див. United Cup 2024                                                                  | Див. United Cup 2024                                                                  | Див. United Cup 2024                                                                  |